# Salento

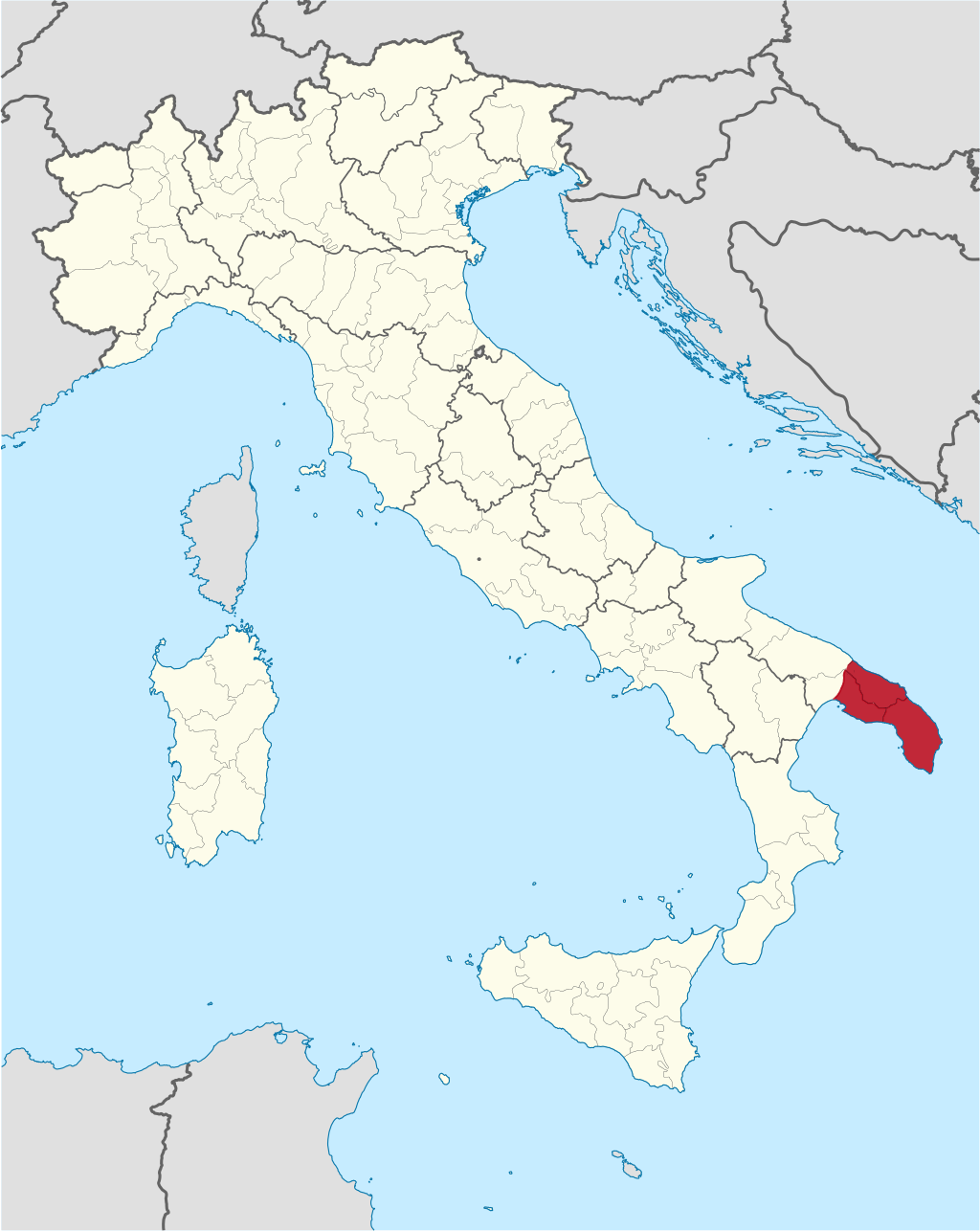
Salento.

Salento (Salentu trong phương ngữ Salento) là một vùng địa lý, nằm ở chóp nam của Puglia miền Nam Ý. Đây là một bán đảo con của bán đảo Ý, có khi được gọi là cái "gót" của chiếc "giày" Ý.
Nó bao gồm toàn bộ tỉnh Lecce, một phần lớn tỉnh Brindisi và tỉnh Taranto.
Nơi này từng được gọi Terra d'Otranto, và Sallentina. Thời cổ đại, nó còn mang tên Messapia.